# سنگی دری بوبک
سنگی دری بوبک روستایی در دهستان میغان بخش مرکزی شهرستان نهبندان استان خراسان جنوبی ایران است. بر پایه سرشماری عمومی نفوس و مسکن در سال ۱۳۹۰ جمعیت این روستا ۱۷ نفر (در ۷ خانوار) بوده است.